# 종로학원
종로학원(鐘路學院)은 대한민국의 대학 입시 학원이다.
1965년 4월 서울 종로구 인사동에서 설립되었으며 대한민국에서 가장 오랜 역사를 가진 대학 입시 학원이다.
2005년에 창업자 정경진의 장남 정태영이 아버지 정경진으로부터 종로학원 지분 57%를 증여 받았는데 정태영이 정몽구의 사위이기 때문에 상법상 특수관계인 규정에 의해 현대자동차그룹에 편입되었다.
2014년에 교육 전문 업체인 하늘교육에 인수됐다. 2022년에는 종로학원, 종로학평, 하늘교육 3개의 법인을 통합하여 법인명을 (주)종로아카데미로 하였다.

## 역사
- 1965년 종로학원 설립
- 1979년 중림동으로 이전
- 1980년 전산설비 완성
- 1980년 종로학력평가연구소 설립 (現 종로학평)
- 1990년 종로교재연구사 설립 (現 종로학평)
- 1993년 종로평가교실 운영
- 1995년 삼성동 종로학원 개원
- 1996년 서울대 합격생 1,187명
- 2000년 중림동 신학사 준공
- 2003년 입시교육포털 사이트 프라임종로 오픈
- 2004년 강남종로학원 대치동 신축 이전[2]
- 2011년 강남종로학원 이과관 대치동 개원
- 2015년 독학관 개원
- 2018년 강남종로학원 문과관, 이과관 통합
- 2018년 강북종로학원 신촌 이전